# Myelobia xanthoterma
Myelobia xanthoterma là một loài bướm đêm trong họ Crambidae.